# Motygino
Motygino (ros. Мотыгино) – osiedle typu miejskiego w Rosji, w Kraju Krasnojarskim, ośrodek administracyjny rejonu motygińskiego. W 2010 liczyło 5902 mieszkańców.

## Urodzeni
- Eduard Guszczin